# Miniclip
Miniclip est une entreprise suisse d'édition et de développement de jeux vidéo et anciennement un site web de jeux par navigateur web fondé en 2001 par Robert Small et Tihan Presbie. Tencent en est l'actionnaire majoritaire depuis 2015.

## Histoire
Miniclip est fondé en 2001 par Robert Small et Tihan Presbie. Rapidement, le site se fait connaitre, notamment au travers du jeu Dancing George Bush, dans lequel le joueur peut faire danser le président des États-Unis.
Il a édité le jeu Agar.io, ayant un succès mondial, ainsi que le jeu Diep.io, tous deux créés par Matheus Valadares.
En 2013, le site propose environ 900 jeux. En 2015, Tencent devient l'actionnaire majoritaire de Miniclip. En 2022, la compagnie migre les jeux qu'il a développé de son site vers des applications mobiles à l'exception de 8 Ball Pool et Agar.io qui restent jouables sur navigateur web, mettant fin au site web de jeux par navigateur web.

## Jeux

### Jeux édités
- 8 Ball Pool
- Agar.io
- Diep.io
- Head Ball 2